# Медвежьегорский районный музей
Медвежьегорский районный музей — музей исторического профиля, расположенный в городе Медвежьегорск Республики Карелия. Основан в 1962 году как школьный, современное название получил в 2006 году.

## История музея
Первым руководителем музея стал учитель географии школы-интерната № 4 (в 1960—1974 гг.), краевед Виктор Петрович Ершов (1937 г. р.). Вместе с учениками они ходили в походы по району и собирали экспонаты для будущего музея. Вскоре Ершов создал в школе-интернате клуб юных краеведов — КЮКР, позже получивший название «Восьмерик». В 1960 году началась работа по созданию школьного музея. Было выделено помещение на первом этаже школы-интерната — бывшей гостиницы  Белбалткомбината. Работу по созданию экспозиции — выполняли сами воспитанники школы-интерната под руководством учителя. Музей открылся 12 апреля 1962 года на правах школьного, в 1969 году стал филиалом музея-заповедника «Кижи», а в 1977 году вошёл структуру Карельского государственного краеведческого музея. По состоянию на 1985 год собрание музея насчитывало около четырёх тысяч предметов и состояло из археологической коллекции (предметы из урочищ Сандармоха и др.), естественнонаучных материалов, предметов быта и этнографии, изделий декоративно-прикладного искусства, вещественных, фото- и документальных материалов по истории района. Экспозиция состояла из 3 залов и размещалась на 218 кв. метрах: Животный мир и его охрана; Декоративно-прикладное и народное искусство Медвежьегорского района; Медвежьегорский район в годы ВОВ. Ежегодно музей посещало около 7 тысяч человек.
С 1991 года музей стал самостоятельным, получив статус городского. Учредителем является Администрация местного самоуправления Медвежьегорского района. В 2006 году из городского музея стал районным и получил современное название «Медвежьегорский районный музей».
В 2000 году проект Медвежьегорского музея «Сандармох – урочище смерти» выиграл грант фонда Сороса, что дало музею возможность компьютерно-информационного обеспечения, розыска останков и увековечения памяти на месте расстрела девяти тысяч расстрелянных лиц эпохи «большого террора». Ежегодно, 4 августа в Медвежьегорск приезжают скорбящие люди со всей страны и зарубежья.
8 августа 2000 года постановлением Правительства Карелии Сандармох был объявлен объектом культурного наследия народов России регионального значения. Работы по его содержанию и благоустройству на средства из регионального и
районного бюджетов были возложены на Медвежьегорский районный музей.

## Музей сегодня

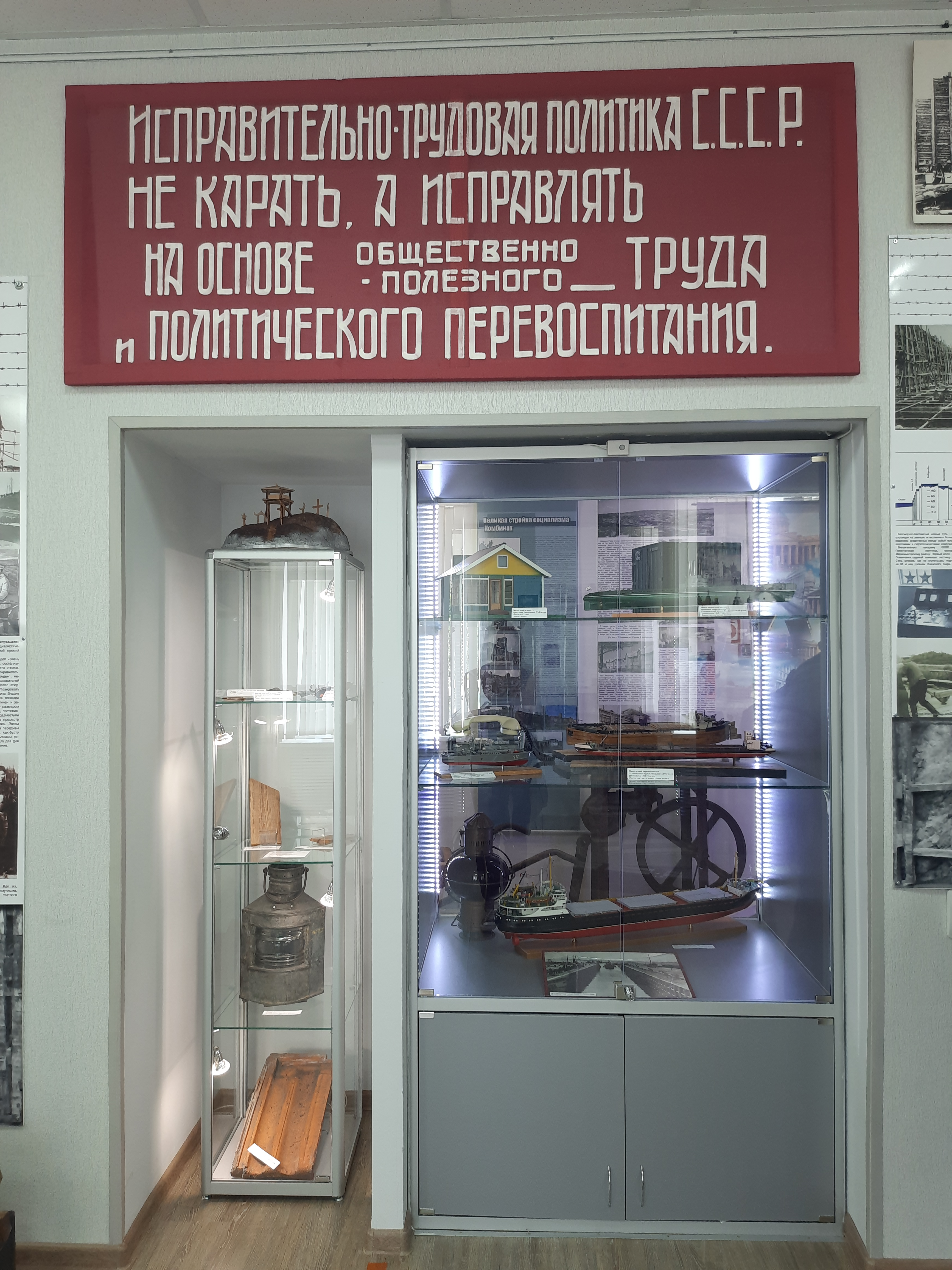
Фрагмент экспозиции музея

Музей расположен на первом этаже бывшей гостиницы Белбалткомбината — яркого символа советской истории эпохи 1930-х годов. Здание 1935 года постройки, является памятником архитектуры федерального значения, охраняется государством.
В настоящее время собрание музея насчитывает более 16 тысяч предметов. Фонды представлены коллекцией из более чем 200 икон Северной школы письма, привезённых из Заонежья, Выгореции и Сегозерья; коллекцией Заонежских вышивок тамбурным швом; уникальной коллекцией прялок из Пудожья, Поморья, Заонежья и Сегозерья; коллекцией разнообразных женских украшений из бисера (серьги-бабочки, коруны, ожерелья). Отдельный интерес представляют предметы быта и культа старообрядческого населения края (деревень Сергиево и Данилово): резные деревянные и каменные иконы, предметы медной пластики: иконы, кресты, церковные предметы, нательные крестики и др. В фондах представлены коллекции предметов из бересты, дерева и металла, коллекции предметов домашней утвари и мебели разного времени. В музее собрано много материалов времен Великой Отечественной войны, в числе экспонатов – письма солдат, фотографии, печатные и рукописные издания, документы и обширный видеоархив.
В пяти залах работает постоянная экспозиция, рассказывающая о жизни, быте и укладе местного населения в 18—19 веках, строительстве Беломорско-Балтийского канала и периоде 1930–1940-х годов, а так же об истории заонежской вышивки: «На рубеже веков», «Кархумяки», «Беломорско-Балтийский канал», «Заонежские узоры. История и современность». Проводятся временные выставки.

## Внешние ссылки
- Медвежьегорскому районному музею исполнилось 55 лет // Музей Медвежьегорский. 2017. 6 октября.
- Большое кино. Карелия. Туризм и инновации Медвежьегорского музея // Медиа-центр Vыход. 2016.